# 帕雷托
帕雷托（義大利語：Pareto），是意大利亚历山德里亚省的一个市镇。总面积40.95平方公里，人口629人，人口密度15.4人/平方公里（2009年）。ISTAT代码为006125。